# (5843) 1986 UG
1986 يو جي (ويعرف أيضًا باسم (5843) 1986 يو جي وفق تسمية الكوكب الصغير) (بالإنجليزية: 1986 UG)‏ هو كويكب ضمن حزام الكويكبات؛ وترتيبه 5843 من حيث الاكتشاف.
اكتُشف هذا الجُرم الفلكي بواسطة تاكيشي أوراتا ‏ في 30 أكتوبر 1986.

## وصلات خارجية
- (5843) 1986 UG في قاعدة بيانات مختبر الدفع النفاث لأجرام النظام الشمسي الصغيرة

- الاكتشاف · مخطط المدار ·  العناصر المدارية · المعلمات المادية

- (5843) 1986 UG على موقع ويكي سكاي: DSS2, SDSS, GALEX, IRAS, Hydrogen α, X-Ray, Astrophoto, Sky Map, Articles and images